# 대지구대

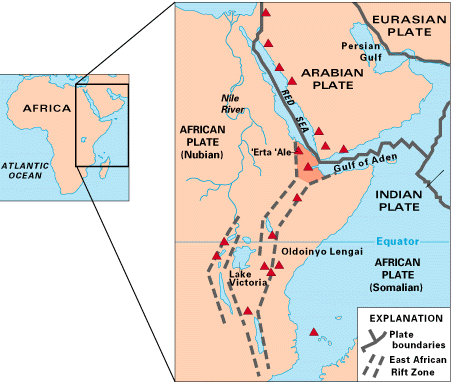
동아프리카 지구대

대지구대(大地溝帶, 영어: Great Rift Valley)는 서아시아의 시리아 북부에서 동아프리카의 모잠비크 동부에 걸쳐 아프리카 대륙의 동쪽을 따라 5000 km를 발달한 지구대이다.
지구대는 레바논산맥과 안티레바논산맥 사이에 있는 레바논의 베카 계곡에서 시작한다. 남쪽으로 이스라엘에 이르면 갈릴리와 골란고원을 나누는 훌라 계곡이 된다. 남쪽으로는 사해로 흘러드는 요르단강이 있다. 사해를 지나면 아라바 계곡과 아카바만을 지나 홍해에 이른다.

## 동아프리카 지구대
동아프리카 지구대(East Africa Rift System;EARS) 또는 동아프리카 열곡대(裂谷帶)는 아프리카의 아파르 삼각지에서 동아프리카의 모잠비크 동부에 걸쳐 아프리카 대륙의 동쪽을 따라 발달한 폭 35~60km, 연장 4,000km의 열곡대로 대지구대의 일부이다.
아프리카 대륙을 열개(裂開)시키는 동아프리카 열곡대는 아파르 삼각지에서 시작되며, 남서쪽으로 연결되어 에티오피아 고원을 둘로 가르고, 모잠비크 인근까지 이어진다. 일련의 단층 분지들과 화산들이 분포하며, 동아프리카 지구대는 동부 지구대와 서부 지구대로 나뉜다. 이 열곡대는 신생대 제3기초 올리고세(30∼35 Ma)부터 북쪽에서부터 형성되기 시작하여 현재까지 대륙 내부에서 현생 지구조 확장운동이 일어나고 있다. 더 북쪽의 홍해와 아덴만에서는 현재까지 확장 운동에 의해 새로운 해양지각이 생성되고 있다. 지진 활동 또한 활발하다.
동부 열곡대는 아파르(Afar), 주 에티오피아(Main Ethiopian), 투르카나(Turkana), 케냐(Kenya) 열곡으로, 서부 열곡대는 알버트(Albert), 키부(Kivu), 탕가니카(Tanganyika), 루콰(Rukwa), 말라위(Malawi) 열곡으로 구성되며, 남서 열곡대는 오카방고(Okavango) 열곡을 포함한다.

## 화산 활동
동아프리카 지구대 부분에는 많은 휴화산과 활화산이 분포되어 있다. 킬리만자로 산, 케냐 산등은 휴화산이며, 올 도이뇨 렝가이 화산은 세계 유일의 나트로카보나타이트 화산이다. 동아프리카 열곡대의 신생대 화산 활동은 북부, 특히 동부 열곡대에 분포하며, 남부에서는 드물다. 북동부 아프리카의 화산 활동은 이 지역의 플룸과 관련되어 있다.

## 인류의 진화
대지구대의 동아프리카 지구대 부분에는 인류의 진화를 연구하는 화석이 풍부하다. "루시"라는 이름으로 알려진 오스트랄로피테쿠스 아파렌시스 화석을 포함한 여러 사람과의 조상 뼈가 발견되었다.

## 같이 보기
- 아프리카의 뿔